# Rozklad na parciální zlomky
Rozklad na parciální zlomky je v matematice rozklad racionální lomené funkce na součet polynomu (získaného metodou dělení polynomu polynomem) a zlomků J / H k, kde H je ireducibilní polynom a J je polynom stupně nižšího než stupeň H. Tento rozklad se používá v integrálním počtu k hledání primitivních funkcí racionálních funkcí. Používá se také pro výpočet inverzní Laplaceovy transformace.
Určení, které polynomy jsou ireducibilní, závisí na použitém skalárním komutativním tělese. Pokud použijeme komplexní čísla, budou ireducibilní pouze polynomy prvního stupně. Pokud vezmeme reálná čísla, ireducibilní polynomy budou stupně prvního nebo druhého. Pokud bychom použili racionální čísla, můžeme nalézt ireducibilní polynomy libovolného stupně; totéž platí pro konečná tělesa.

## Použití
Základní motivací pro rozklad racionálních lomených funkcí je výpočet jejich integrálů.
Racionální funkce nelze integrovat přímo, ale existují metody pro integraci jednoduchých sčítanců. Například pro integraci racionální lomené funkce {\displaystyle {\frac {1}{x^{2}-1}}={\frac {1}{(x+1)(x-1)}}} ji napřed rozdělíme na součet {\displaystyle {\frac {1/2}{x-1}}-{\frac {1/2}{x+1}}} a integrací sčítanců dostaneme primitivní funkci {\displaystyle (1/2)\ln |x-1|-(1/2)\ln |x+1|+C.}
Další klasický příklad se týká výpočtu řad, jako je {\displaystyle S=\sum _{n=2}^{\infty }{\frac {1}{n^{3}-n}}}: po rozkladu na jednoduché sčítance {\displaystyle S=\sum _{n=2}^{\infty }\left({\frac {1}{2(n-1)}}-{\frac {1}{n}}+{\frac {1}{2(n+1)}}\right)} se členy teleskopicky vyruší a získáme součet {\displaystyle S=1/4}.